# Ludwig Harms

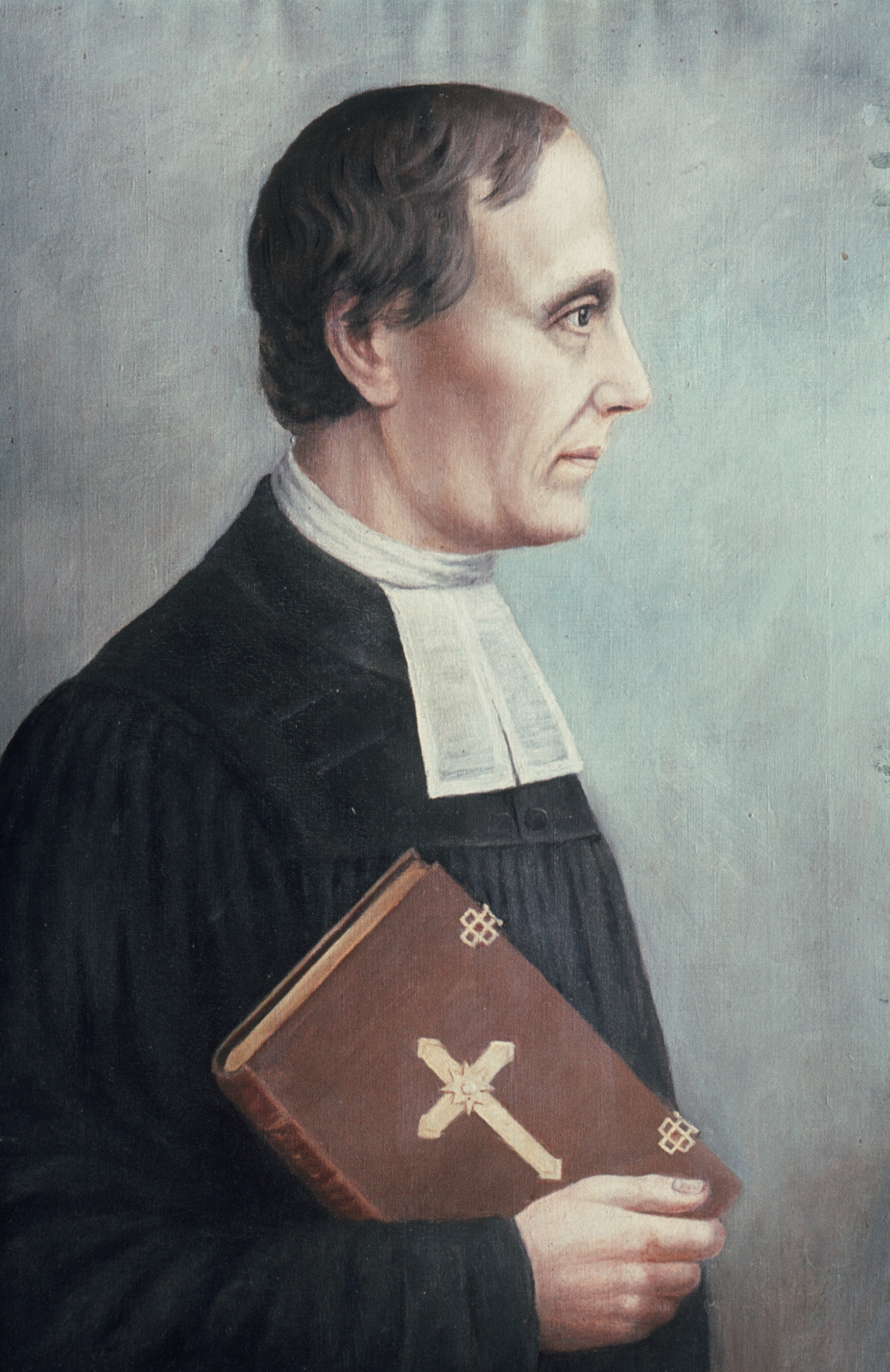
Ludwig Harms

Georg Ludwig Detlef Theodor Harms (Rufname Ludwig, er wurde aber zeit seines Lebens Louis gerufen) (* 5. Mai 1808 in Walsrode; † 14. November 1865 in Hermannsburg) war ein deutscher evangelischer Theologe. Er gilt als der „Erwecker der  Heide“. Als einer der bedeutendsten christlichen Erweckungsprediger des 19. Jahrhunderts machte er Hermannsburg in der Lüneburger Heide, wo er 1849 ein Missionshaus (Hermannsburger Mission) gründete, zum bedeutendsten Zentrum der Erweckungsbewegung in Niedersachsen.

## Leben

### Jugend und Ausbildung

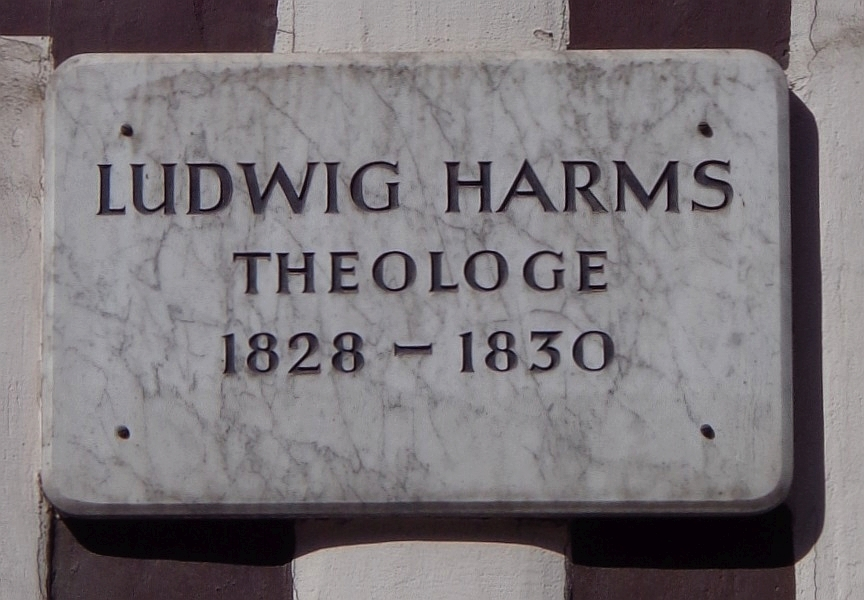
Göttinger Gedenktafel für Ludwig Harms

Ludwig Harms wurde als zweiter Sohn des Pastors Hartwig Christian Harms geboren. Seine Mutter war Lucie Dorothee Friederike Harms, geb. Heinze. 1817 zog die Familie nach Hermannsburg um. Ab 1825 ging er auf die höhere Schule in Celle. Nach dem Ablegen des Abiturs in Celle studierte Harms von 1827 bis 1830 evangelische Theologie in Göttingen. Das Studium zwang ihn zur Auseinandersetzung mit der Aufklärung, der führenden geistigen Strömung seiner Zeit. Beim Lesen des Verses Joh. 17, 3 „Das ist das ewige Leben, dass sie dich, der du allein wahrer Gott bist, und den du gesandt hast, Jesum Christum, erkennen“ gelangte er 1830 zur Erkenntnis, dass es nicht reicht, religiös und gut zu sein, vernünftig zu leben und richtig zu handeln, sondern dass es gilt, Jesus Christus als Lebensmitte zu haben und zu bezeugen. Dabei sollte sich in den folgenden Jahren in seinem theologischen Denken lutherische Bekenntnisgebundenheit und pietistische Erweckungsfrömmigkeit eng verbinden.

### Beruflicher Werdegang
Nach dem mit Auszeichnung bestandenem Examen arbeitete Ludwig Harms von 1830 bis 1840 als Hauslehrer bei dem Kammerherrn von Linstow in Lauenburg (Elbe). Während dieser Zeit hielt er Bibelstunden und gründete 1834 den Lauenburger Missionsverein.
Nachdem Harms zwei weitere theologische Prüfungen abgelegt, aber noch keine Aussicht auf eine Pfarrstelle hatte, half er seinem Vater in Hermannsburg. Anschließend trat er 1840 wieder eine Hauslehrerstelle bei der Familie Landbaumeister Pampel in Lüneburg an. In Lauenburg und Lüneburg begegneten ihm Elendsquartiere, sittliche Verwahrlosung und Kinderelend. Deshalb waren für ihn Armen-, Kranken- und Gefangenenbesuche eine selbstverständliche Konsequenz seines Glaubens, eine Hinwendung, die damals keineswegs üblich war.
Um seinen kranken Vater zu unterstützen, kehrte er Ende 1843 nach Hermannsburg zurück. Harms wurde zur Entlastung seines Vaters zum Hilfsprediger ernannt und am 20. November 1844 zum Predigtamt ordiniert. 1846 gelang es ihm, die Kirchengemeinde Hermannsburg als „Hülfsverein“ des Missionsvereins Celle zur „Missionsgemeinde“ zu machen. Mit seinen Gottesdiensten, Stubenversammlungen im Pfarrhaus, in Hausbesuchen und Seelsorge begannen die Erweckungen in Hermannsburg. Auf Bittgesuch der Gemeinde wurde Ludwig Harms nach dem Tod seines Vaters 1849 vom Konsistorium in Hannover zum Pastor in Hermannsburg berufen.

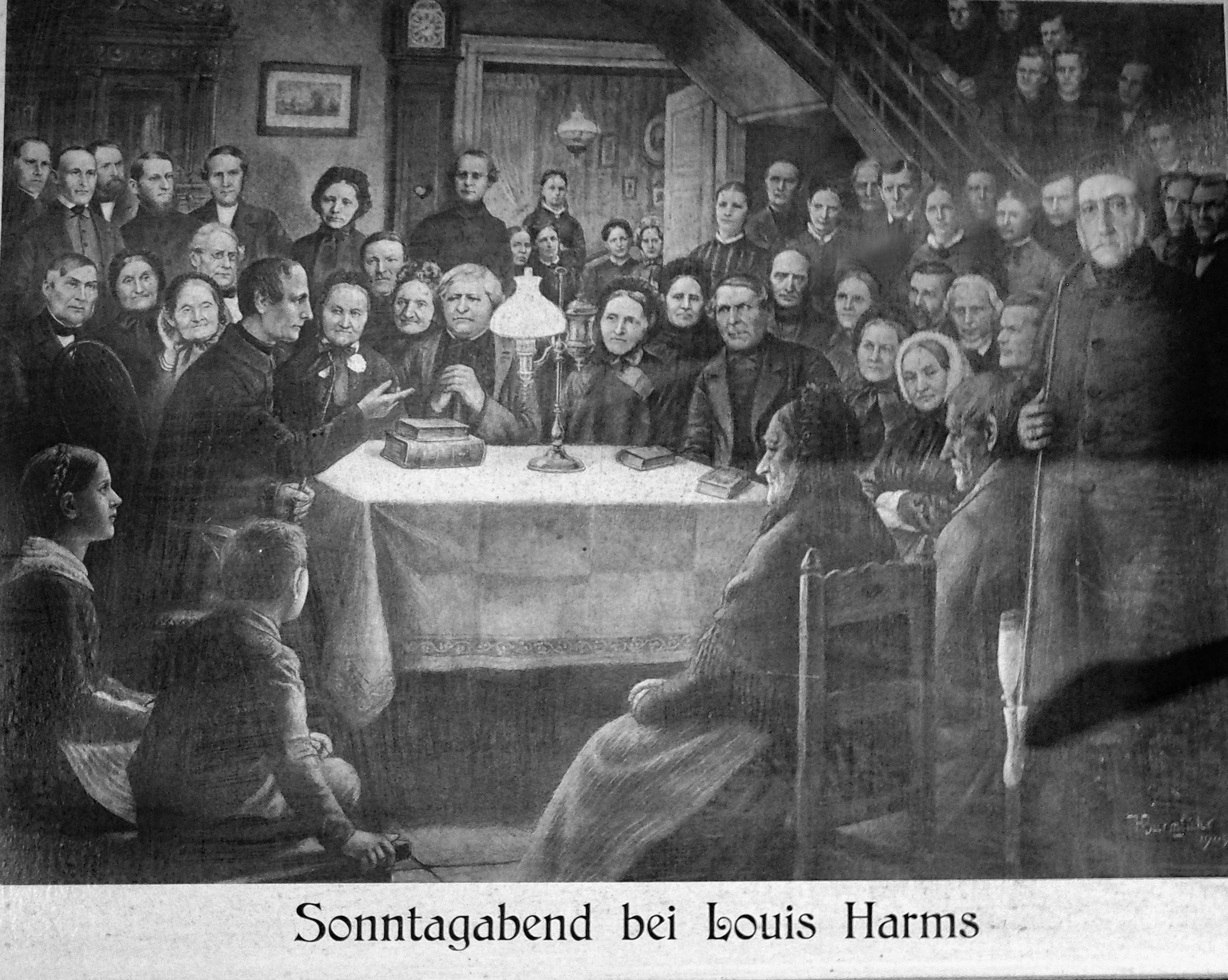
Sonntagabend bei Louis Harms (H. Barmführ)

Seit 1846 zu Ephiphanias (Dreikönigstag am 6. Januar) in unregelmäßigen Abständen und seit 1851 jährlich einmal, jeweils zu Johannis (24. Juni), wird das Missionsfest veranstaltet, zu dem schon bis zu 6000 Menschen kamen. Zu den berühmtesten Besuchern zählen der Hamburger Kaufmann Johann Hinrich Nagel (1810–1900) und Elise Averdieck (1808–1907), die spätere Gründerin des Diakonissenmutterhauses „Bethesda“ in Hamburg. Bis heute werden am Wochenende um den 24. Juni herum Missionsfeste im Park des Missionsseminars gefeiert.
Harms hatte eine große Begabung, lebendig zu erzählen. Sonntagabends versammelten sich die Dorfbewohner in der Diele des Pfarrhauses, um ihm zuzuhören. Seine Geschichten unterhielten, belehrten und erbauten zugleich. Der Dichter Ludwig Uhland habe ihn deshalb als den volkstümlichsten Prediger seit Martin Luther bezeichnet. Lebendigen Stoff bot ihm dabei die Heimatgeschichte. Seine Erzählungen sind in den Sammelbänden „Honnig“ (plattdeutsch) und „Goldene Äpfel in silbernen Schalen“ veröffentlicht.
Harms beherrschte viele Sprachen. Neben seiner Muttersprache Deutsch waren das Latein, Griechisch (Neu- und Alt-Griechisch), Hebräisch, Italienisch, Englisch und Französisch.

### Wirken in Hermannsburg

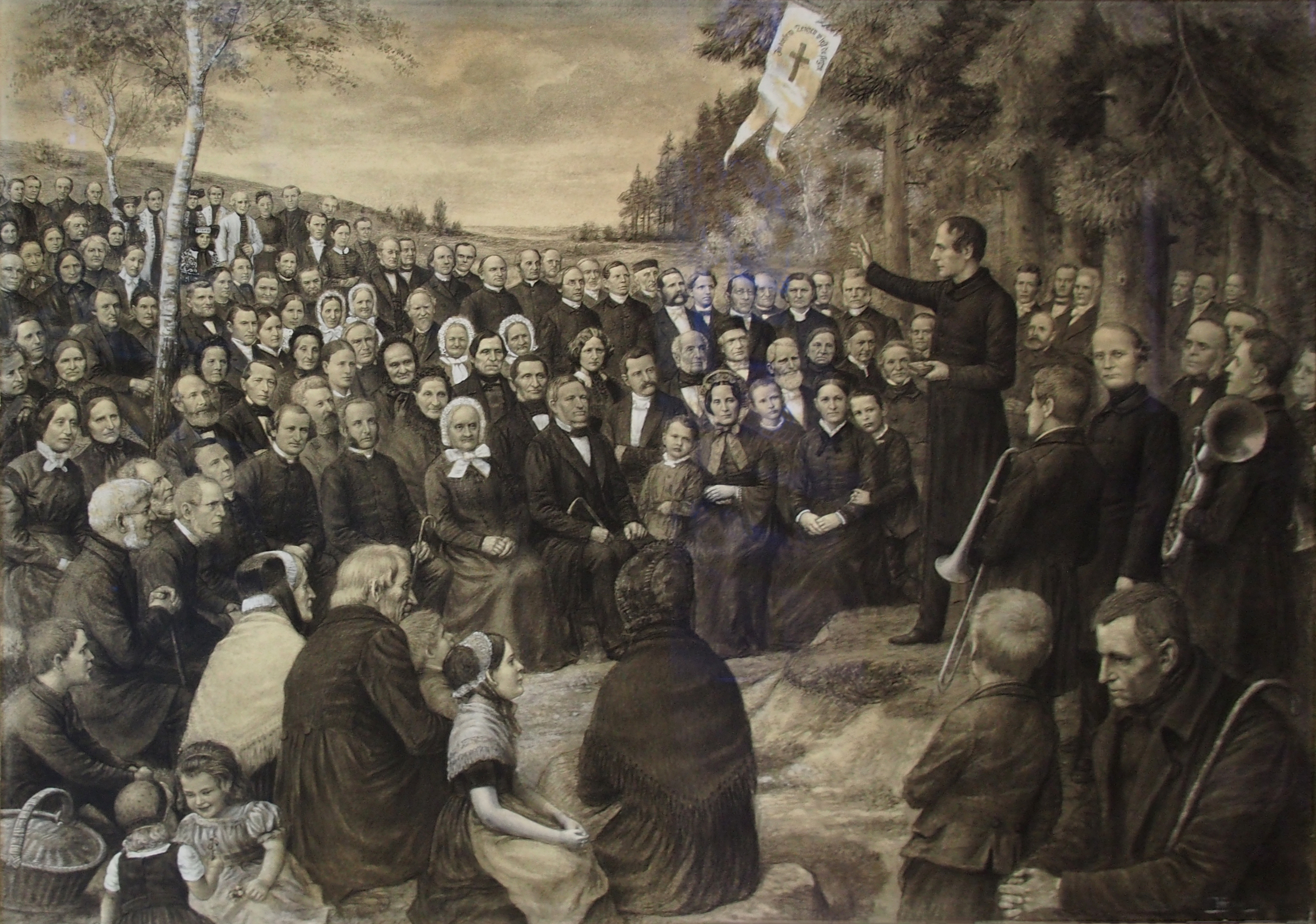
Hermannsburger Missionsfest 1853 im „Tiefental“ (Misselhorner Heide) mit Louis Harms (von Hr. Barmführ 1908)

Am 12. Oktober 1849 gründete Harms  mit der Eröffnung des Missionsseminars die Missionsanstalt Hermannsburg. Zum Inspektor berief er seinen Bruder Theodor (1819–1885). Die ersten zwölf Seminaristen nahmen im heutigen „Ludwig-Harms-Haus“ ihr Studium auf.

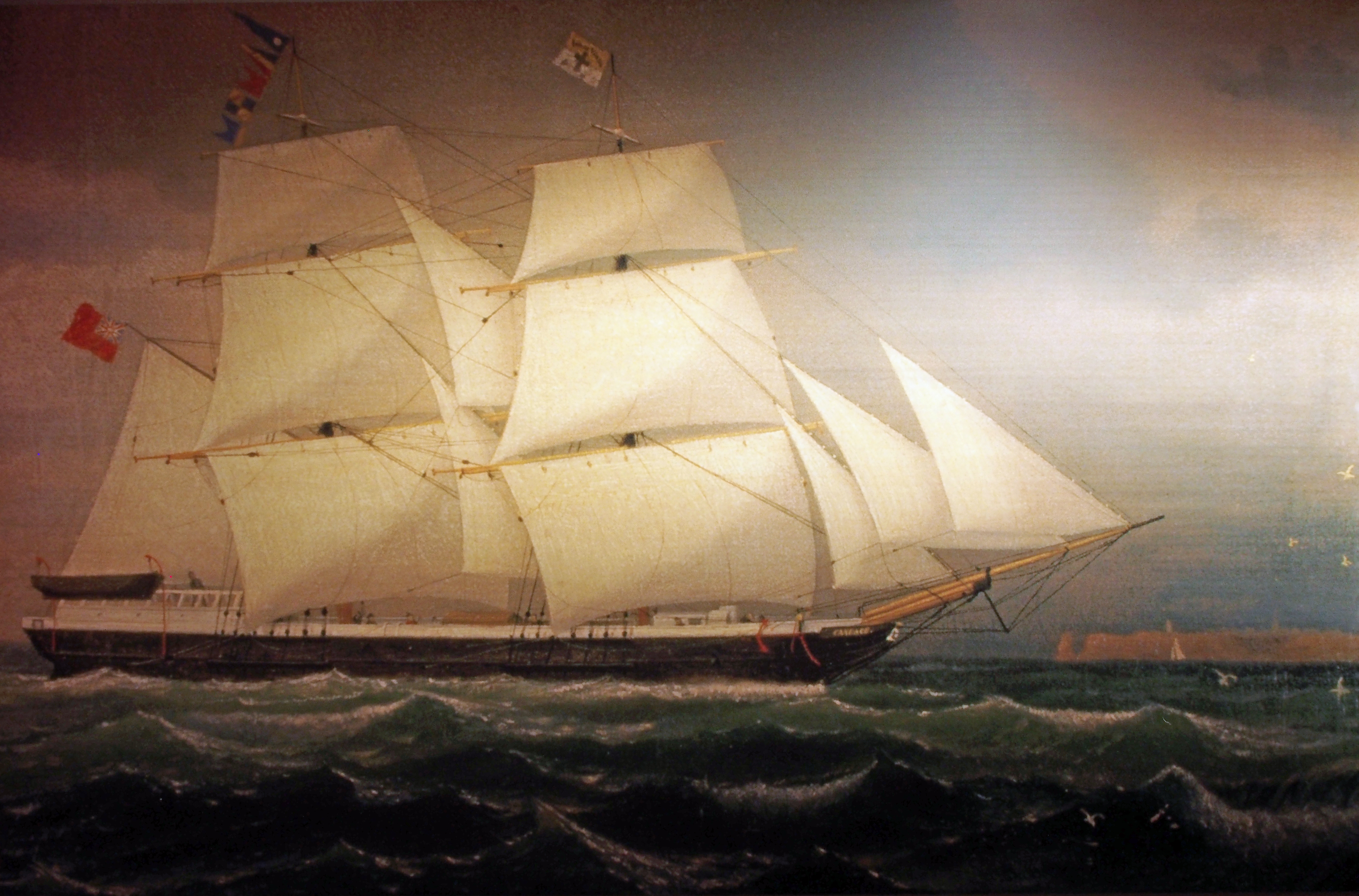
Missionsschiff Candace Ölgemälde Alexander Scherzer (1861)

Die Teilnehmer des ersten Seminaristenkurses, die 1853 vor dem Konsistorium in Stade ihre theologische Prüfung bestanden hatten, wurden für den Missionsdienst ordiniert. Die ersten 16 Missionare (darunter acht Handwerker und Bauern) wurden von Ludwig Harms zum Dienst in die Mission entsandt und reisten am 28. Oktober 1853 mit dem Missionsschiff Candace aus. Die Candace, die am 27. September 1853 in Harburg vom Stapel gelaufen war, wurde mit Spenden von Missionsfreunden, die Harms vor allem mit seiner besonderen Art zu predigen angesprochen hatte, finanziert. Der Hamburger Kaufmann Nagel tat sich hier besonders hervor. Bis zu seinem Verkauf 1874 diente das Schiff für 13 Reisen. (Der Originalwimpel des Schiffes ist heute im Ludwig-Harms-Haus in Hermannsburg ausgestellt.)
Ludwig Harms leitete vom Pfarramt als Missionsdirektor die Arbeit in Übersee. Nachdem der Versuch, nach Äthiopien zu gelangen, misslungen war, gingen die Missionare 1854 in Port Natal (heute Durban)/Südafrika an Land und begannen eine Missionsarbeit unter den Zulu. Im selben Jahr erschien erstmals das Hermannsburger Missionsblatt, das bis heute Interessierte über die Arbeit der Mission informiert. Zur Unterstützung der Missionsarbeit wurde außerdem 1856 eine Missionshandlung gegründet.

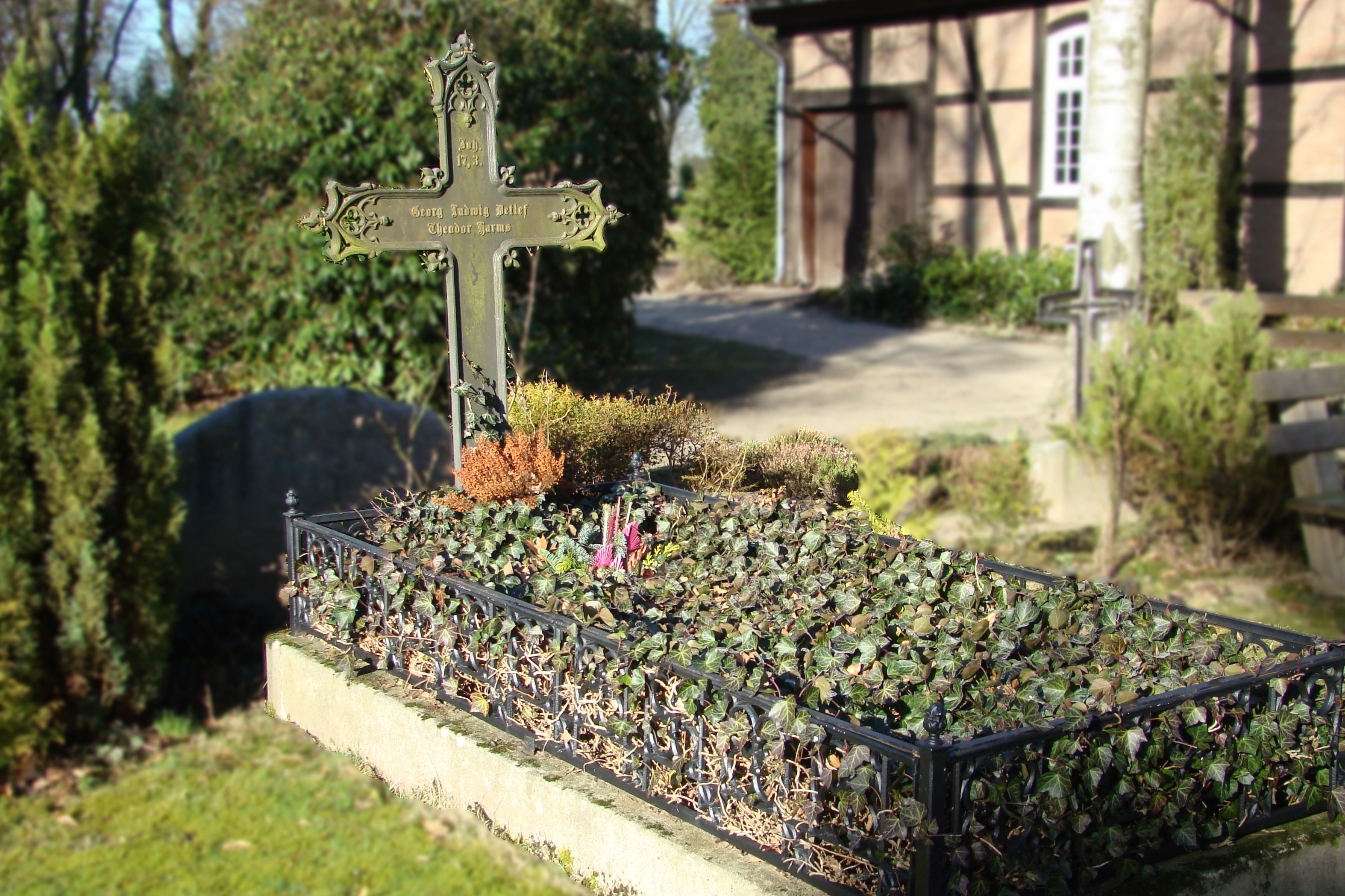
Grab von Ludwig Harms auf dem Hermannsburger Friedhof

Harms hat sich auch um entlassene jugendliche Strafgefangene gekümmert. Ab 1858 besorgte er diesen Unterkunft und Arbeit.
1862 zog das Missionsseminar ins „Neue Missionshaus“ um, wo es sich noch heute befindet und wo immer noch junge Menschen für den Missionsdienst ausgebildet werden. Noch zu Lebzeiten von Ludwig Harms wurde 1864 mit der Missionsarbeit in Indien begonnen.
Körperlich sehr geschwächt starb Ludwig Harms am 14. November 1865, nachdem er am 5. November seine letzte Predigt in der Hermannsburger St.-Peter-Paul-Kirche gehalten hatte. Er wurde auf dem Hermannsburger Friedhof beerdigt. Sein Grab ist bis heute erhalten. Die Arbeit der Hermannsburger Mission wird heute vom Ev.-luth. Missionswerk in Niedersachsen (ELM) getragen, zu dem sich 1977 die drei niedersächsischen lutherischen Landeskirchen Hannovers, Braunschweigs und Schaumburg-Lippes zusammengeschlossen haben.

## Schriften
- Evangelien-Predigten. (1858), Verlag der Lutherischen Buchhandlung, Groß Oesingen 1992.
- Epistel-Predigten. (1862), Verlag der Lutherischen Buchhandlung, Groß Oesingen 1995.
- In treuer Liebe und Fürbitte, Gesammelte Briefe 1830–1865. Bearbeitet von Hartwig F. Harms und Jobst Reller, Quellen und Beiträge zur Geschichte der Hermannsburger Mission, Bd. 12, LIT-Verlag 2004.
- Theodor Harms (Hrsg.): Der Psalter. Erklärt. Druck und Verlag des Missionshauses, Hermannsburg 1868, Kessinger Publishing Nachdruck 2010, ISBN 978-1-160-69416-2 und ISBN 978-1-167-71713-0, Nabu Press Nachdruck 2012, ISBN 978-1-274-33987-4; 2. Aufl. 1870, 5. Aufl. 1900, bearbeitet von Thomas Karker, Bremen 2012 (PDF; 1,3 MB).
- Hartwig F. Harms (Hrsg.): Aus der Predigtwerkstatt von Pastor Louis Harms: 79 unveröffentlichte Predigten aus den Jahren 1834–1861. Verlag Ludwig-Harms-Haus, Südheide-Hermannsburg 2017, ISBN 978-3-937301-86-0.

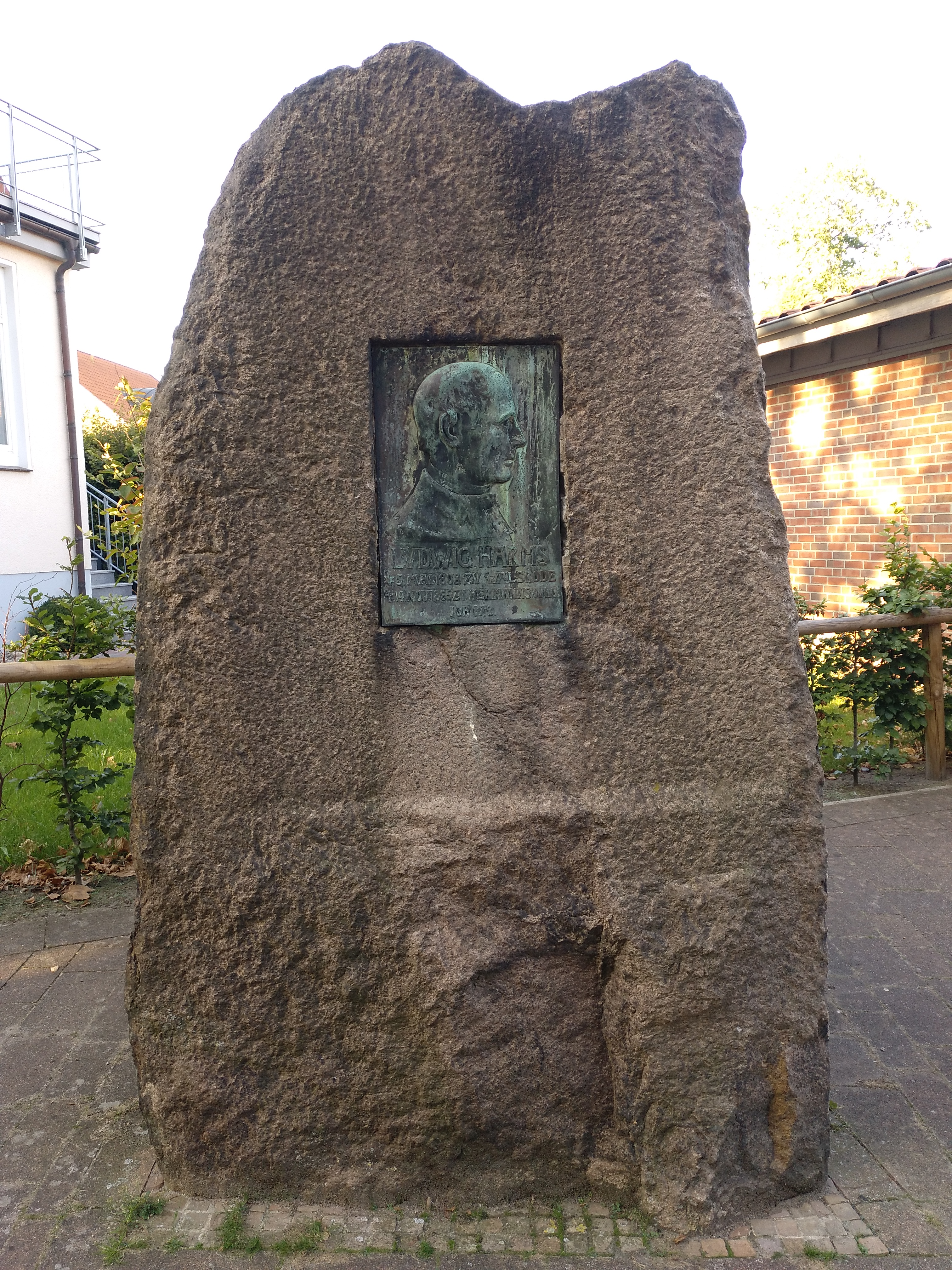
Gedenkstein an Ludwig Harms in Walsrode

## Ehrungen
- Die Ludwig-Harms-Kirche in Fuhrberg, Burgwedel, ist nach ihm benannt.
- Gedenktag am 13. November im Evangelischen Namenkalender[5]